# Trichoferus antonioui
Trichoferus antonioui är en skalbaggsart som beskrevs av Gianfranco Sama 1994. Trichoferus antonioui ingår i släktet Trichoferus och familjen långhorningar. Inga underarter finns listade i Catalogue of Life.